# Gödöllői kistérség
A Gödöllői kistérség kistérség Pest megyében, központja: Gödöllő.

## Települései
| Csömör    | Dány       | Gödöllő | Isaszeg | Kerepes        |
| Kistarcsa | Nagytarcsa | Pécel   | Szada   | Vácszentlászló |
| Valkó     | Zsámbok    |         |         |                |

## Története
Mogyoród 2007-ben a Gödöllői kistérségből átkerült a Dunakeszi kistérségbe.

## Lakónépesség alakulása
| Település      | Lélekszám (2009) |
| -------------- | ---------------- |
| Gödöllő        | 33 575           |
| Pécel          | 14 868           |
| Isaszeg        | 11 214           |
| Kistarcsa      | 10 986           |
| Kerepes        | 9 960            |
| Csömör         | 8 904            |
| Dány           | 4 424 (2013)     |
| Szada          | 4 355            |
| Nagytarcsa     | 3 539            |
| Valkó          | 2 541            |
| Zsámbok        | 2 414            |
| Vácszentlászló | 2 115            |
| Összesen       | 104 471          |